# Unidad de masa atómica
La unidad de masa atómica unificada (símbolo «u») o dalton (símbolo «Da») es una unidad estándar de masa definida como la doceava parte (1/12) de la masa de un átomo, neutro y no enlazado, de carbono-12, en su estado fundamental eléctrico y nuclear, y equivale a 1.660 5402(10)×10−27 kg o 1.660 5402(10)×10−24 g (valor recomendado por CODATA). La masa de un mol de unidades (NA) de masa atómica equivale a un g.
Se utiliza para expresar la masa de átomos y moléculas (masa atómica y masa molecular).
El Comité Internacional de Pesos y Medidas la ha categorizado como una unidad no compatible con el uso del Sistema Internacional de Unidades, y cuyo valor en unidades SI debe obtenerse experimentalmente.
En el Sistema Internacional de Magnitudes (ISO 80000-1), se da como único nombre el de «dalton» y se desaconseja el de «unidad de masa atómica unificada», ya que esta puede adoptar dos valores distintos y, además, no admite prefijos multiplicativos (no es posible usar «ku» pero sí «kDa»).
No debe confundirse con las unidades atómicas.

## Energía equivalente
La constante de masa atómica también se puede expresar como su equivalencia entre masa y energía, que es muc2. Los valores recomendados por el CODATA en 2018 son:
1 uma = 1,66053886 × 10-27 kg
1 kg = 6,0221415 × 1026 u

## Historia

### Origen del concepto

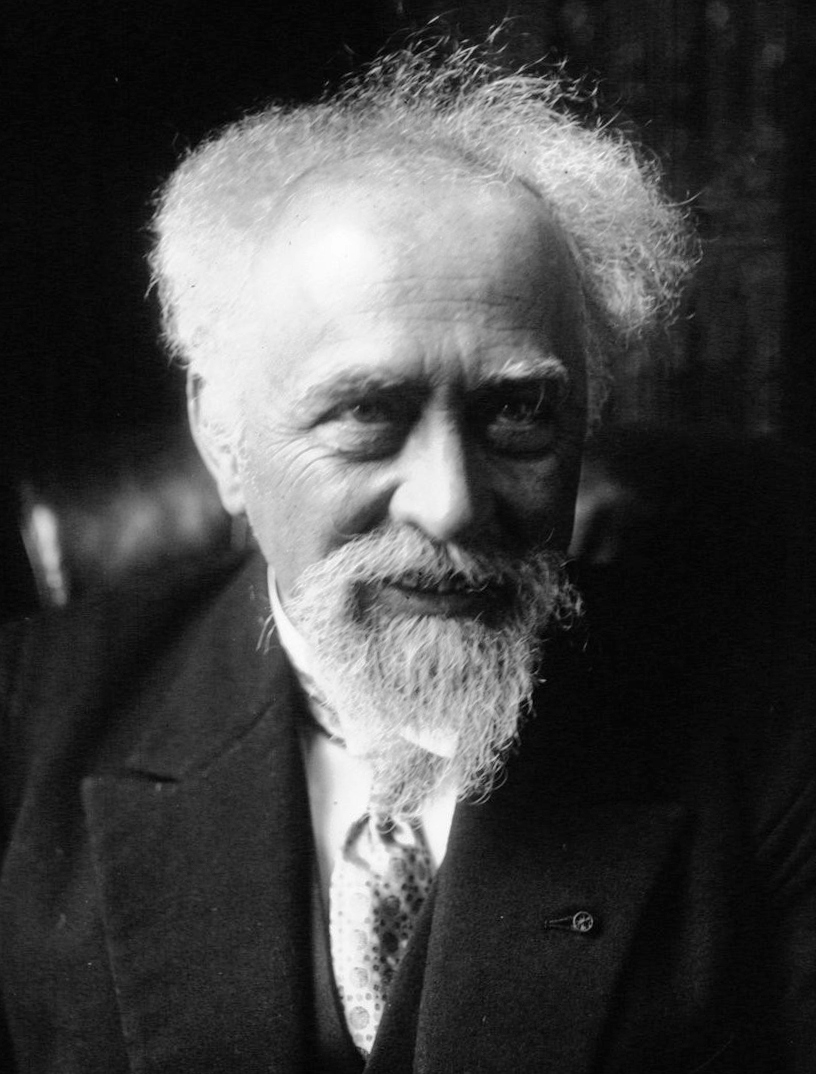
Jean Perrin en 1926

La interpretación de la ley de las proporciones definidas en términos de la  teoría atómica de la materia implicaba que las masas de los átomos de varios elementos tenían proporciones definidas que dependían de los elementos.  Si bien las masas reales eran desconocidas, las masas relativas podían deducirse de esa ley.  En 1803 John Dalton propuso utilizar la masa atómica (aún desconocida) del átomo más ligero, el de hidrógeno, como unidad natural de masa atómica.  Esta fue la base de la escala de peso atómico.
Por razones técnicas, en 1898, el químico Wilhelm Ostwald y otros propusieron redefinir la unidad de masa atómica como 1⁄16 de la masa de un átomo de oxígeno. Esa propuesta fue adoptada formalmente por el Comité Internacional de Pesos Atómicos (ICAW) en 1903. Esa era aproximadamente la masa de un átomo de hidrógeno, pero el oxígeno era más susceptible de determinación experimental. Esta sugerencia se hizo antes del descubrimiento de la existencia de los isótopos elementales, que se produjo en 1912. El físico Jean Perrin había adoptado la misma definición en 1909 durante sus experimentos para determinar las masas atómicas y la constante de Avogadro. Esta definición se mantuvo sin cambios hasta 1961. Perrin también definió el "mol" como una cantidad de un compuesto que contenía tantas moléculas como 32 gramos de oxígeno (O
2). Llamó a ese número el número de Avogadro en honor al físico Amedeo Avogadro.

### Variación isotópica
El descubrimiento de isótopos de oxígeno en 1929 requirió una definición más precisa de la unidad. Desafortunadamente, se utilizaron dos definiciones distintas. Los químicos eligen definir la AMU como 1 ⁄ 16 de la masa promedio de un átomo de oxígeno que se encuentra en la naturaleza; es decir, el promedio de las masas de los isótopos conocidos, ponderado por su abundancia natural. Los físicos, por otro lado, lo definieron como 1 ⁄ 16 de la masa de un átomo del isótopo oxígeno-16 (16O).

### Definición de la IUPAC
La existencia de dos unidades distintas con el mismo nombre era confusa, y la diferencia (alrededor de 1.000282 en términos relativos) era lo suficientemente grande como para afectar a las mediciones de alta precisión. Además, se descubrió que los isótopos del oxígeno tenían diferentes abundancias naturales en el agua y en el aire. Por estas y otras razones, en 1961 la Unión Internacional de Química Pura y Aplicada (IUPAC), que había absorbido al ICAW, adoptó una nueva definición de la unidad de masa atómica para su uso tanto en física como en química; a saber, 1⁄12 de la masa de un átomo de carbono-12. Este nuevo valor era intermedio entre las dos definiciones anteriores, pero más cercano al utilizado por los químicos (que serían los más afectados por el cambio).
La nueva unidad se denominó "unidad de masa atómica unificada" y se le dio un nuevo símbolo "u", para sustituir al antiguo "amu" que se había utilizado para las unidades basadas en el oxígeno. Sin embargo, el antiguo símbolo "amu" se ha utilizado a veces, después de 1961, para referirse a la nueva unidad, sobre todo en contextos profanos y preparatorios.
Con esta nueva definición, el peso atómico estándar del carbono es aproximadamente 12,011 Da, y el del oxígeno es aproximadamente 15,999 Da. Estos valores, generalmente utilizados en química, se basan en promedios de muchas muestras de la corteza terrestre, su atmósfera y  materiales orgánicos.

### Adopción por el BIPM
La definición de la unidad de masa atómica unificada de la IUPAC de 1961, con ese nombre y símbolo "u", fue adoptada por la Oficina Internacional de Pesas y Medidas (BIPM) en 1971 como una  Unidad no SI aceptada para su uso con el SI.

### El dalton
En 1993, la IUPAC propuso el nombre más corto de "dalton" (con el símbolo "Da") para la unidad de masa atómica unificada. Al igual que otros nombres de unidades como watt y newton, "dalton" no se escribe con mayúsculas en inglés, pero su símbolo, "Da", sí. El nombre fue aprobado por la Unión Internacional de Física Pura y Aplicada (IUPAP) en 2005.
En 2003 el nombre fue recomendado al BIPM por el  Comité Consultivo de Unidades, parte del CIPM, ya que "es más corto y funciona mejor con los prefijos del SI".
En 2006, el BIPM incluyó el dalton en su 8.ª edición de la definición formal del SI.
El nombre también fue incluido como alternativa a la "unidad de masa atómica unificada" por la Organización Internacional de Normalización en 2009. Actualmente es recomendado por varias editoriales científicas, y algunas de ellas consideran "unidad de masa atómica" y "amu" obsoletos. En 2019, el BIPM mantuvo el daltón en su 9.ª edición de la definición formal del  SI, mientras que eliminó la unidad de masa atómica unificada de su tabla de unidades no SI aceptadas para su uso con el SI, pero señala secundariamente que el daltón (Da) y la unidad de masa atómica unificada (u) son nombres (y símbolos) alternativos para la misma unidad.

### Una propuesta
En 2012, el ingeniero aeroespacial australiano B.P. Leonard propuso redefinir el dalton exactamente en términos de kilogramo, rompiendo así el vínculo con 12C. Esto provocaría cambios muy ligeros en las masas atómicas de todos los elementos cuando se expresan en daltons, pero los cambios serían demasiado pequeños para tener efectos prácticos en los cálculos estequiométricos. Sin embargo, esto garantiza que la redefinición de 2019 del número de Avogadro como un número entero exacto es equivalente a su definición tradicional como g/Da, sin necesidad de un factor de corrección. El mol, tradicionalmente definido como número de Avogadro de entidades, puede entonces escribirse como mol = g/Da ent, donde una entidad, ent, es propuesta por Leonard como la unidad de cantidad de sustancia a escala atómica. Las unidades a escala atómica y macroscópica para la masa molar se relacionan entonces mediante fórmulas dimensionalmente consistentes: Da/ent = g/mol = kg/kmol, exactamente.

### Redefinición de las unidades básicas del SI en 2019
La definición del dalton no se vio afectada por la redefinición de las unidades del SI,
 es decir, 1 Da en el SI sigue siendo 1⁄12 de la masa de un átomo de carbono-12, una cantidad que debe determinarse experimentalmente en términos de unidades del SI. Sin embargo, la definición de un mol se cambió para ser la cantidad de sustancia que consiste exactamente en entidades y la definición del kilogramo se cambió también. Como consecuencia, la constante de masa molar ya no es exactamente 1 g/mol, lo que significa que el número de gramos en la masa de un mol de cualquier sustancia ya no es exactamente igual al número de daltons en su masa molecular media.

## Medición
Aunque las masas atómicas relativas se definen para los átomos neutros, se miden (por espectrometría de masas) para los iones: por lo tanto, los valores medidos deben corregirse para la masa de los electrones que se eliminaron para formar los iones, y también para el equivalente en masa de la  energía de enlace del electrón, Eb/muc2. La energía total de enlace de los seis electrones de un átomo de carbono-12 es 1030.1089 eV = 1.6504163 e=−16 J: Eb/muc2 = 1.1058674 e−6, o aproximadamente una parte en 10 millones de la masa del átomo.
Antes de la redefinición de las unidades del SI en 2019, los experimentos tenían como objetivo determinar el valor de la constante de Avogadro para encontrar el valor de la unidad de masa atómica unificada.

### Josef Loschmidt

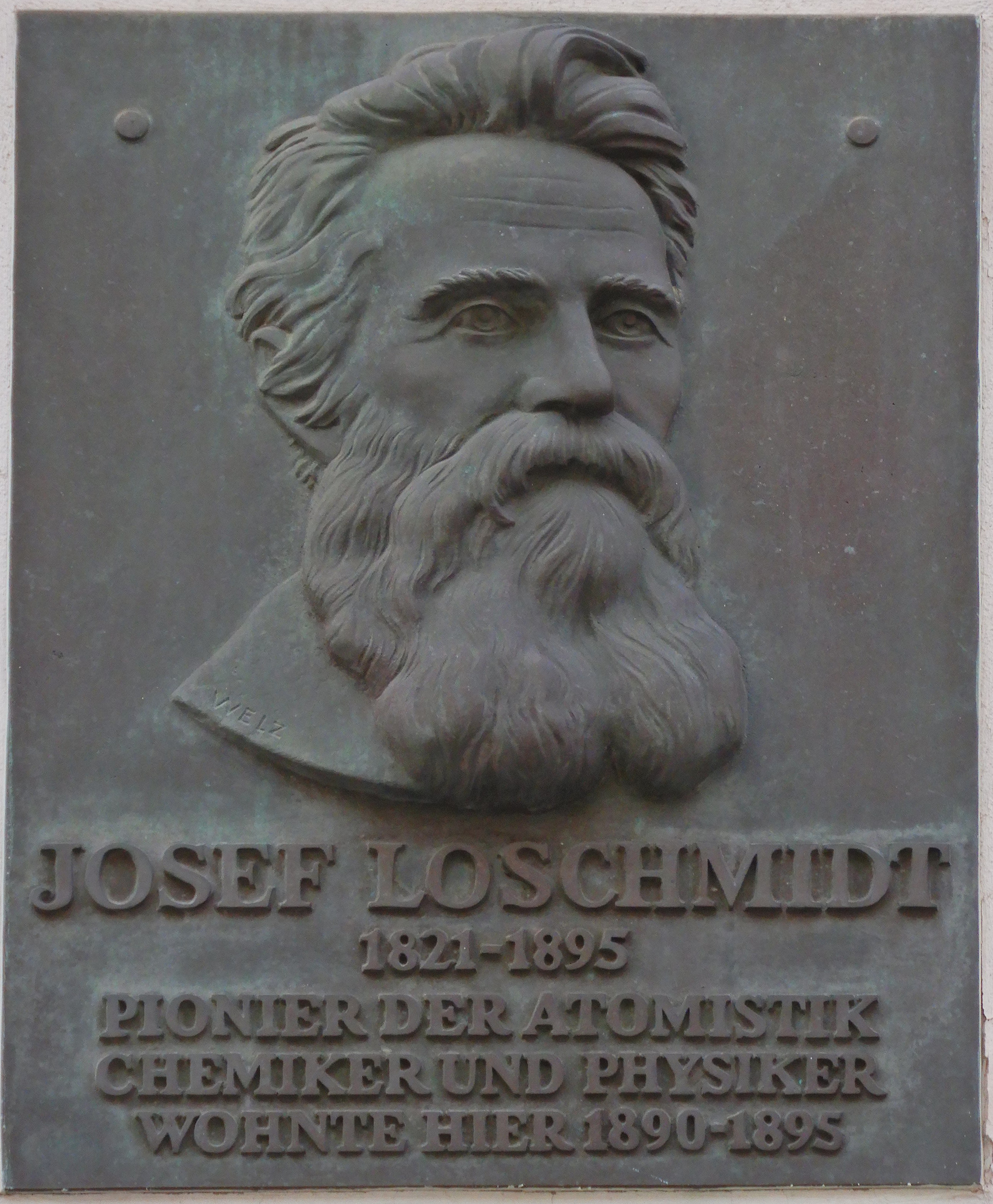
Josef Loschmidt

Un valor razonablemente preciso de la unidad de masa atómica fue obtenido por primera vez de forma indirecta por Josef Loschmidt en 1865, mediante la estimación del número de partículas en un volumen determinado de gas.

### Jean Perrin
Perrin estimó el número de Avogadro mediante diversos métodos, a principios del siglo XX. Se le concedió el Premio Nobel de Física de 1926, en gran parte por este trabajo.

### Culombimetría
La carga eléctrica por mol de electrones es una constante llamada constante de Faraday, cuyo valor se conocía esencialmente desde 1834 cuando Michael Faraday publicó sus trabajos sobre la electrólisis. En 1910, Robert Millikan obtuvo la primera medición de la carga de un electrón, e.  El cociente F/e proporcionó una estimación del número de Avogadro.
El experimento clásico es el de Bower y Davis en el NIST, y se basa en la disolución del metal plata lejos del ánodo de una célula de electrólisis, mientras se hace pasar una corriente eléctrica constante I durante un tiempo conocido t. Si m es la masa de plata perdida por el ánodo y A  r  el peso atómico de la plata, entonces la constante de Faraday viene dada por:
{\displaystyle F={\frac {A_{\rm {r}}M_{\rm {u}}It}{m}}.}
Los científicos del NIST idearon un método para compensar la plata perdida del ánodo por causas mecánicas, y realizaron un análisis isotópico de la plata utilizada para determinar su peso atómico. Su valor para la constante convencional de Faraday fue F 90= 96485,39(13) Cmol, que corresponde a un valor para la constante de Avogadro de 6,0221449(78)x1023mol-1: ambos valores tienen una incertidumbre estándar relativa de 1,3x10-6.

### Medición de masa de electrones
En la práctica, la constante de masa atómica se determina a partir de la masa en reposo del electrón me y la masa atómica relativa del electrón Ar(e) (es decir, la masa del electrón dividida por la constante de masa atómica). [36] La masa atómica relativa del electrón se puede medir en experimentos de ciclotrón, mientras que la masa en reposo del electrón se puede derivar de otras constantes físicas.
- {\displaystyle m_{\rm {u}}={\frac {m_{\rm {e}}}{A_{\rm {r}}({\rm {e}})}}={\frac {2R_{\infty }h}{A_{\rm {r}}({\rm {e}})c\alpha ^{2}}},}
- {\displaystyle m_{\rm {u}}={\frac {M_{\rm {u}}}{N_{\rm {A}}}},}
- {\displaystyle N_{\rm {A}}={\frac {M_{\rm {u}}A_{\rm {r}}({\rm {e}})}{m_{\rm {e}}}}={\frac {M_{\rm {u}}A_{\rm {r}}({\rm {e}})c\alpha ^{2}}{2R_{\infty }h}}}

donde c es la velocidad de la luz, h es la constante de Planck, α es la constante de estructura fina, y R ∞ es la constante de Rydberg.
Como puede observarse en los valores antiguos (2014 CODATA) de la tabla siguiente, el principal factor limitante de la precisión de la constante de Avogadro era la incertidumbre en el valor de la constante de Planck, ya que todas las demás constantes que contribuyen al cálculo se conocían con mayor precisión.

## Ejemplos
- Un átomo hidrógeno-1 (núcleo formado por un único protón) tiene una masa de 1,007 825 0 u (1,007 825 0 Da), mientras que el deuterio (hidrógeno-2, además posee un neutrón) una de 2,014 101 78 u.
- Por definición, un átomo de carbono-12 tiene una masa de 12 u (12 Da).
- Una molécula de ácido acetilsalicílico (aspirina) tiene una masa de 180,16 u (180,16 Da).

Los valores recomendados por el CODATA en 2018 son:
- La beta-actina, una de las proteínas más comunes en los organismos eucariotas, tiene una masa de 42 kDa (41737 Da).[32]
- La titina, la proteína más grande conocida, tiene una masa molecular de 3-3,7 megadaltons (3 000 000 Da).[33]